# Szlakiem Wielkich Jezior
La Szlakiem Wielkich Jezior (lit: Ruta dels Grans Llacs) és una cursa ciclista d'un dia polonesa. Es disputa pels voltants de la ciutat de Czyżew al Voivodat de Podlàquia.
Des del 2017 forma part del calendari de l'UCI Europa Tour.

## Palmarès
| Any  | Vencedor         | Segon            | Tercer      |
| ---- | ---------------- | ---------------- | ----------- |
| 2017 | Marek Rutkiewicz | Andris Vosekalns | Josef Černý |